# 因加爾
27°6′11″N 1°54′37″E / 27.10306°N 1.91028°E

因加爾（阿拉伯语：‎），是阿爾及利亞的城鎮，位於該國東南部，由塔曼拉塞特省負責管轄，是因加爾區的首府，面積28,969平方公里，海拔高度258米，2008年人口11,225，人口密度每平方公里0.4人。